# Leandro Tocantins
Leandro Tocantins (Belém, 1919 — Rio de Janeiro, 2004) foi um escritor, jornalista e historiador brasileiro.

## Biografia
Leandro Tocantins nasceu num sobrado do Largo da Sé, bairro da Cidade Velha, em Belém do Pará. Aos nove meses de idade mudou-se para o Acre, Vale do Juruá, onde seus pais se estabeleceram no Rio Tarauacá para administrar seringais, herança da liquidação da Casa Aviadora Barbosa & Tocantins, na praça de Belém, afetada pela crise econômica da borracha.
A obra de Leandro Tocantins gira em torno de dois pólos de influência: Pará (Belém e Ilha de Marajó) e Acre. 
É autor de dois livros já clássicos: O Rio Comanda a Vida (uma interpretação da Amazônia), escrito aos 21 anos, no qual faz um estudo da importância e influência dos rios na vida dos povos da floresta amazônica e Formação Histórica do Acre. Trata-se de uma verdadeira enciclopédia de leitura obrigatória para todos aqueles que pretendem conhecer a história do Estado. Leandro escreveu Formação Histórica do Acre a partir de estórias a ele contadas por cearenses, paraibanos, pernambucanos, baianos e sergipanos que vieram trabalhar no Acre. 
Regressando a Belém, pré-adolescente, cursa o Colégio Suíço-Brasileiro e o Colégio Nazaré (dos Irmãos Maristas). A adolescência passada em sua cidade natal marca-lhe profundamente a personalidade literária na novela existencial Adolescência: A Vigília dos Olhos.
Forma-se em Direito pela Faculdade de Direito do Rio de Janeiro e em Comunicação Social na mesma cidade. Retorna a Belém como assessor do professor Artur César Ferreira Reis na Comissão de Valorização da Amazônia, da antiga SPVEA (Superintendência do Plano de Valorização Econômica da Amazônia), hoje SUDAM.
Escreveu Santa Maria de Belém do Grão-Pará, guia histórico e sentimental da cidade e Grão-Pará, álbum ilustrado a bico de pena por Tom Maia. É autor do texto do álbum de fotografias de José Paula Machado: Marajó. 
Exerceu cargos de assessor do ministro da Justiça, de representante do governo do Amazonas no Rio de Janeiro (governo Arthur César Ferreira Reis), assessor do Conselho Federal de Cultura, diretor da Embrafilme e diretor da Embratur.
Em Lisboa, desempenhou cargo de adido cultural na Embaixada do Brasil. Já aposentado, foi assistente jurídico do Ministério da Cultura. Possui editados mais de dezoito títulos, todos de temática amazônica, ensaio e poesia.
Foi casado com Léa Tocantins e teve duas filhas e dois netos. Em 2012, sua família doou parte do acervo pessoal do historiador com milhares de documentos, fotografias e obras de arte para a Biblioteca da Floresta, localizada no Estado do Acre. 
Escreveu inúmeros livros dedicados à Amazônia, entre os quais Santa Maria de Belém do Grão Pará, que é um guia histórico e sentimental da cidade de Belém, e muitos livros de poesia. 

### Livros
- O Rio comanda a vida: uma interpretação da Amazônia. 1952. Rio de Janeiro, Ed. A noite. Cinco edições brasileiras, sendo uma na Biblioteca do Exército. Uma em Portugal.
- Amazônia: natureza, homem e tempo. Rio de Janeiro. Ed. Conquista, 1960.
- Formação Histórica do Acre. 3 volumes (Prêmio Joaquim Nabuco de História Social, da Academia Brasileira de Letras). Duas edições. A última, edição especial do Ministério da Educação e Cultura, comemorativa do centenário de nascimento de Plácido de Castro. Rio de Janeiro. Ed. Conquista, 1961.
- Santa Maria de Belém do Grão Pará: instantes e evocações da cidade. Prêmio de Artes Gráficas da VIII Bienal de São Paulo. Rio de Janeiro. Conquista, 1963.
- Brasil: alguns valores essenciais. Manaus. Edição do Governo do Amazonas, 1966.
- Euclides da Cunha e o Paraíso Perdido: tentativa de interpretação de uma presença singular na Amazônia e a consequente evolução de um pensamento sobre a paisagem étnico-cultural, histórica e social brasileira, alargando-se nos horizontes da História Continental. Manaus, Edição do Governo do Amazonas, 1966.
- Vida, cultura e ação: procura e valorização de constantes culturais da vida brasileira. Rio de Janeiro. Artenova, 1969.
- Cosmoinfância. Poemas. Rio de Janeiro. Artenova, 1969.
- A memória de viver. Poemas. Lisboa, Centro do Livro Brasileiro, 1972.
- Os silêncios do Canto. Poemas. Prêmio Olavo Bilac da Academia Brasileira de Letras. Rio de Janeiro. Artenova, 1975.
- O Outro Instituto do Pecado. (Roteiro cinematográfico em adaptação livre do romance O Missionário, de Inglez de Souza). Rio de Janeiro, Artenova, 1976.
- O Estado do Acre. (para alunos do 1.º grau). Rio de Janeiro, Bloch, 1976.
- Aventuras de Tizinho (nos rios e nas selvas da Amazônia). Rio de Janeiro, Civilização Brasileira, 1978; 3.ª ed. Belo Horizonte, Itatiaia, 1987.
- Como Matar uma Sogra. (Adaptação do romance Livro de uma sogra, de Aluísio de Azevedo. (Mimeografado) 1978. Filmado por L. M. Prod. Cinematográficas, 1978.
- Grão-Pará (Livro-álbum de arte)
- O Menino que Passeava no Céu
- Os Olhos Inocentes
- Adolescência, a Vigília dos Olhos
- Estado do Acre: Geografia, História e Sociedade
- Invenção da Floresta
- Muito Prazer, Eu Sou Belém do Pará
- O Aprendiz Recém-Nascido
- As Tatuzadas de Pepe Tatu
- Longos Ventos da Palavra
- O Alcance da Vida

### Monografias
- A estrada de Ferro Tocantins: visão histórica e social. Rio de Janeiro.
- Conceito de SPEVEA. Belém do Pará.
- A valorização da Amazônia no tempo e no espaço. Rio de Janeiro.
- Considerações sobre o turismo na Amazônia. Rio de Janeiro.
- Acre, Rio Branco e Espírito Luso. Rio de Janeiro.
- Amazônia: fundamentos de paisagem, vida e história. Rio de Janeiro.
- Amazônia: integração cultural e Amazonotropicologia. Rio de Janeiro.
- Cultura e Modernidade no Brasil. Rio de Janeiro.
- Região, vida e expressão. Manaus.
- A integração da Amazônia no complexo cultural brasileiro. Rio de Janeiro.
- Arquitetura e paisagismo na Amazônia. Manaus.
- Brasil, Portugal, Angola: reflexões no tempo histórico e social. Rio de Janeiro.
- Amazônia: ilha cultural e continente físico. Figueira da Foz.
- Pedro Teixeira: precursor da Transamazônica. Lisboa.
- Afrânio Peixoto: baianidade e lusitanidade. Viana do Castelo.
- Sugestões sobre a formação histórico-social da Amazônia. Rio de Janeiro.
- Antonio Landi: um italiano luso-tropicalista. Rio de Janeiro.
- Gilberto Freyre e os Estudos Sociais no Brasil. Rio de Janeiro.
- Man in the Amazon. Comunicação apresentada no Center for Latin American Studies, Flórida USA. Incluído no livro Man in the Amazon, editado pela Universidade da Flórida.

## Ligações Externas
- Considerações sobre a produção de Leandro Tocantins a partir de estudos linguísticos baseados na obra Tempo e Narrativa, Paul Ricoeur.[ligação inativa]